# Тернопільський окружний адміністративний суд
Тернопільський окружний адміністративний суд — місцевий спеціалізований адміністративний суд першої інстанції, розташований у місті Тернополі, юрисдикція якого поширюється на Тернопільську область.

## Компетенція
Місцевий адміністративний суд при здійсненні судочинства керується Кодексом адміністративного судочинства України. Він розглядає адміністративні справи, тобто публічно-правові спори, у яких хоча б однією зі сторін є органом виконавчої влади, органом місцевого самоврядування, їхня посадова чи службова особа або інший суб'єкт, який здійснює владні управлінські функції. Іншою стороною є приватний елемент (громадянин, юридична особа приватного права тощо).
До числа адміністративних справ належать, зокрема, спори фізичних чи юридичних осіб із суб'єктом владних повноважень щодо оскарження його рішень (нормативно-правових актів чи правових актів індивідуальної дії), дій чи бездіяльності; з приводу прийняття громадян на публічну службу, її проходження, звільнення з публічної служби; щодо виборчого процесу тощо. В окремих випадках адміністративний суд розглядає справи за зверненням суб'єкта владних повноважень.
Адміністративний суд розглядає справу, як правило, за місцезнаходженням відповідача, тобто якщо офіційна адреса відповідача зареєстрована на території юрисдикції цього суду.

## Керівництво
- Голова суду — Баб'юк Петро Михайлович
- Заступник голови суду — Мірінович Уляна Анатоліївна
- Керівник апарату суду — Гніданик Андрій Романович[4]

## Структура
Суд очолює його голова, який має заступника. Правосуддя здійснюють 11 суддів.
Організаційне забезпечення діяльності суду здійснює апарат, очолюваний керівником апарату, який має двох заступників.
До патронатної служби входять помічники суддів. Секретарі судового засідання безпосередньо підпорядковані керівнику апарату та судді, з яким працюють відповідно до внутрішнього розподілу обов'язків.
Апарат суду має 3 відділи.

### Відділи
- Організаційно-правового забезпечення
- Документального забезпечення
- Фінансового[5]